# 喀什风毛菊
喀什风毛菊（学名：Saussurea kaschgarica）为菊科风毛菊属的植物。分布于中亚以及中国大陆的新疆等地，生长于海拔2700米至3200米的地区，目前尚未由人工引种栽培。